# دونا لورين
دونا لورين (بالإنجليزية: Donna Loren)‏ هي مغنية وممثلة أمريكية، ولدت في 7 مارس 1947 في بوسطن في الولايات المتحدة.

## وصلات خارجية
- دونا لورين على موقع IMDb (الإنجليزية)
- دونا لورين على موقع ميوزك برينز (الإنجليزية)
- دونا لورين على موقع ديسكوغز (الإنجليزية)
- دونا لورين على موقع قاعدة بيانات الفيلم (الإنجليزية)